# 尧西·索朗卓玛
尧西·索朗卓玛（藏語：ཡབ་གཞིས་བསོད་ནམས་སྒྲོལ་མ།，威利转写：yab gzhis bsod nams sgrol ma，1916年4月—2012年6月29日），女，藏族，青海循化人，第十世班禅额尔德尼的母亲。曾任第五、六、七届西藏自治区政协副主席，第八、九、十、十一届全国政协委员，第一、三、四届西藏自治区政协常委。

## 生平
1934年到1956年，尧西·索朗卓玛同第十世班禅额尔德尼共同生活，并享受班禅堪布会议厅三品官待遇。1956年到1961年，历任西藏自治区筹备委员会委员（1960年任命）、日喀则地区妇联名誉主席、全国妇联委员。
2012年6月29日，尧西·索朗卓玛在青海省西宁市逝世，享年97岁。

## 家庭
- 丈夫：尧西·古公才旦[1]